# جمینای ۱۱

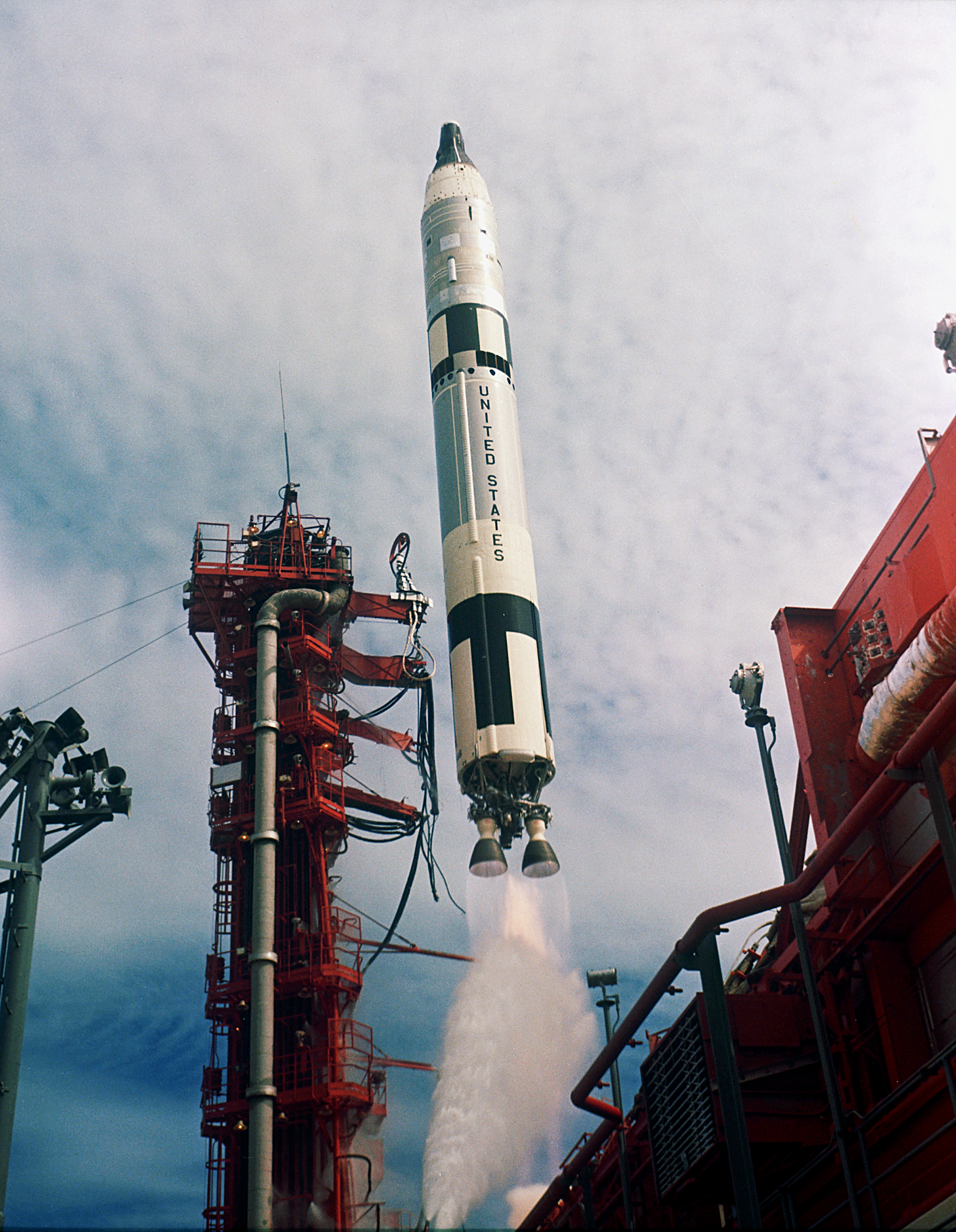
فضاپیمای جمینای ۱۱ در حال برخاستن

جمینای ۱۱ (به انگلیسی: Gemini 11) یکی از پروژه‌های فضایی ناسا بود.
این ماموریت ناسا در سال ۱۹۶۶ بوقوع پیوست، و دو فضانورد داشت.